# ويليام غراهام (سياسي)
ويليام غراهام (بالإنجليزية: William Graham)‏ هو سياسي بريطاني (وحمل سابقاً جنسية المملكة المتحدة لبريطانيا العظمى وأيرلندا)، ولد في 29 يوليو 1887 في المملكة المتحدة، وتوفي في 8 يناير 1932 في نفس البلد. حزبياً، نشط في حزب العمال.

## مناصب
- في الانتخابات العمومية البريطانية 1918 [الإنجليزية]‏، انتخب عضو برلمان المملكة المتحدة الـ31 عن دائرة إدنبرة الوسطى [الإنجليزية]‏ (14 ديسمبر 1918 – 26 أكتوبر 1922).
- في الانتخابات العامة في المملكة المتحدة 1922 [الإنجليزية]‏، انتخب عضو برلمان المملكة المتحدة الـ32 عن دائرة إدنبرة الوسطى [الإنجليزية]‏ (15 نوفمبر 1922 – 16 نوفمبر 1923).
- في الانتخابات العامة في المملكة المتحدة 1923 [الإنجليزية]‏، انتخب عضو برلمان المملكة المتحدة الـ33 عن دائرة إدنبرة الوسطى [الإنجليزية]‏ (6 ديسمبر 1923 – 9 أكتوبر 1924).
- في الانتخابات العامة في المملكة المتحدة 1924 [الإنجليزية]‏، انتخب عضو برلمان المملكة المتحدة الـ34 عن دائرة إدنبرة الوسطى [الإنجليزية]‏ (29 أكتوبر 1924 – 10 مايو 1929).
- في الانتخابات العامة في المملكة المتحدة 1929 [الإنجليزية]‏، انتخب عضو برلمان المملكة المتحدة الـ35 عن دائرة إدنبرة الوسطى [الإنجليزية]‏ (30 مايو 1929 – 7 أكتوبر 1931).
- انتخب عضو مجلس الشورى البريطاني.
- انتخب رئيس مجلس التجارة [الإنجليزية]‏ (7 يونيو 1929 – 24 أغسطس 1931).